# بخش جیالینگ
بخش جیالینگ (به لاتین: Jialing District) یک منطقهٔ مسکونی در چین است که در نانچونگ واقع شده‌است. بخش جیالینگ ۱٬۱۷۰ کیلومتر مربع مساحت دارد.